# 산청 용강정사,임리정
산청 용강정사,임리정(山淸龍岡精舍,臨履亭)은 대한민국 경상남도 산청군 신안면에 있는 건축물이다.
1997년 1월 30일 경상남도의 문화재자료 제238호 용강정사,임리정으로 지정되었다가, 2018년 12월 20일 현재의 명칭으로 변경되었다.

## 현지 안내문
1919년 3·1 운동이 전국적으로 전개되자 유림측에서도 프랑스의 파리에서 개최되는 강회회의에 한국독립을 호소하는 장문의 서한을 작성하여 보낸 일이 있다. 일명 파리장서 사건이라 하는데, 이곳 용강정사와 임리정은 유림들이 모여 서한을 작성하고 총의를 모아 준비한 결집장소로 사용되었다.
용강정사는 앞면 4칸·옆면 1칸 반의 규모이며, 지붕은 옆에서 볼 때 사람 인(人)자 모양인 맞배지붕으로 독특한 조형미를 살리고 있다. 임리정은 앞면 3칸·옆면 2칸의 규모로, 지붕은 옆에서 볼 때 여덟 팔(八)자 모양인 팔작지붕으로 꾸몄다.
용강정사는 건축의 짜임새 및 구조 상태가 우수하며, 임리정은 주변 경관과 조화를 이루는 배치를 이루고 있어 문화재자료로 지정하여 보존하고 있다.

## 참고 자료
- 산청 용강정사,임리정 - 국가유산청 국가유산포털